# Toomas Savi
Toomas Savi (ur. 30 grudnia 1942 w Tartu) – estoński polityk, lekarz, były przewodniczący Riigikogu, europarlamentarzysta V (w 2004) i VI kadencji.

## Życiorys
W 1970 ukończył studia medyczne na Uniwersytecie w Tartu. W 1975 specjalizował się w zakresie medycyny sportu. Praktykował jako lekarz (m.in. w szpitalach uniwersyteckich w Finlandii), prowadził także badania naukowe. Od 1979 do 1993 pełnił funkcję dyrektora ds. medycznych w centrum medycznym w Tartu.
Między 1989 a 2000 pełnił funkcję radnego Tartu, w latach 1993–1995 był zastępcą burmistrza tego miasta. W 1993 z ramienia Estońskiej Partii Reform został wybrany w skład Zgromadzenia Państwowego. W 1999 i 2003 z powodzeniem ubiegał się o reelekcję. W latach 1995–2003 przez dwie pełne kadencje sprawował urząd przewodniczącego parlamentu, następnie przez rok był wiceprzewodniczącym Riigikogu i jednocześnie obserwatorem w Parlamencie Europejskim.
Od 2003 pełnił funkcję obserwatora w Parlamencie Europejskim, od maja do lipca 2004 sprawował mandat eurodeputowanego V kadencji w ramach delegacji krajowej. W wyborach w 2004 został wybrany z listy Partii Reform do Europarlamentu VI kadencji. Przystąpił do grupy Porozumienia Liberałów i Demokratów na rzecz Europy oraz Komisji Rozwoju. W 2009 nie ubiegał się o reelekcję.
Był współzałożycielem i w okresie 1989–2008 wiceprezesem Estońskiego Komitetu Olimpijskiego. W 1999 stanął na czele krajowego związku narciarskiego.

## Odznaczenia
- Order Herbu Państwowego II klasy (2003)[2]
- Krzyż Wielki Orderu Zasługi (Norwegia, 1998)[3]
- Krzyż Wielkiego Oficera Orderu Infanta Henryka (Portugalia, 2003)[4]